# Арсу Иригойен, Альваро
Альваро Энрике Арсу Иригойен (исп. Álvaro Enrique Arzú Irigoyen; 14 марта 1946[…], Гватемала — 27 апреля 2018[…], Гватемала) — гватемальский политик и бизнесмен, 27-й президент Гватемалы (1996—2000) и пятикратный мэр столицы. Главной заслугой его президентства является подписание мирного соглашения с партизанской группировкой «Гватемальское национальное революционное единство», что послужило завершением гражданской войны в стране, которая к тому моменту длилась 36 лет.

## Биография
Изучал социальные и юридические науки в университете Рафаэля Ландивара, в 1978 году возглавил Гватемальский туристический институт.
Был выбран мэром города Гватемалы пять раз: в 1982 году, но был лишён возможности вступления в должность из-за государственного переворота, в 1986 году, на этот раз отбыл на посту весь срок, в январе 2004 года; был повторно переизбран на третий срок в сентябре 2007 года, после набора 55 процентов голосов избирателей. Арсу был вновь избран в сентябре 2011 года на третий срок в качестве мэра столицы, начал исполнять обязанности с января 2012 года.

## Смерть
27 апреля 2018 года у Альваро случился сердечный приступ во время игры в гольф, он был доставлен в больницу, но спасти его не удалось. Скончался в возрасте 72 лет.